# Ringflitser

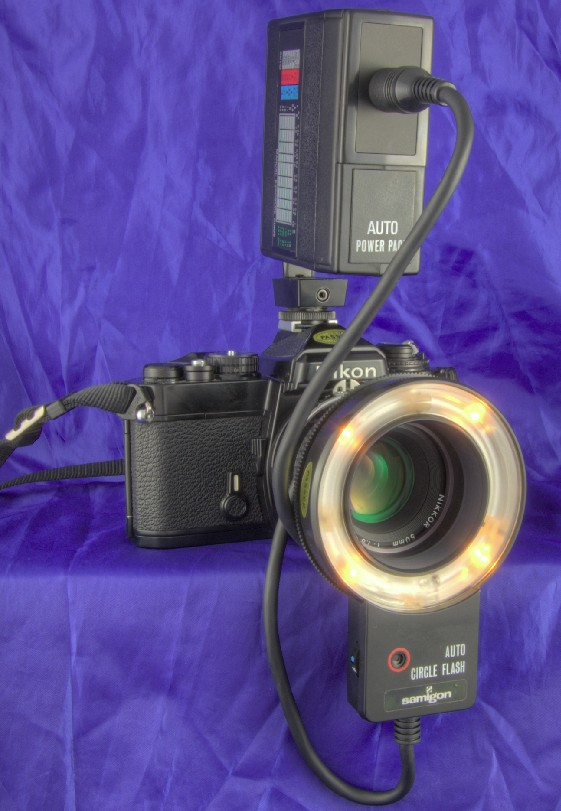
Ringflitser, gemonteerd op een camera

Een ringflitser is een flitser met een lichtbron rond de lens van een camera, in de vorm van een ring. Het licht komt op die manier recht op het te fotograferen onderwerp terecht vanuit dezelfde hoek als waarvandaan de foto wordt gemaakt. Een ringflitser is vooral voor macrofotografie geschikt. Omdat de lens zich bij het maken van macrofoto's heel dicht bij het onderwerp bevindt, is de hoek waaronder een normale flitser het onderwerp belicht, erg schuin ten opzichte van de kijkhoek. Dat resulteert in lange schaduwen en veel verspilling van licht, omdat het meeste licht van een normale flitser dan over het onderwerp heen schijnt.
Door de grote oppervlakte waarover een ringflitser licht produceert, vervagen schaduwen. Voor portretfotografie is dat een nadeel, hoewel er grote en krachtige ringflitsers zijn die vooral in de reclamefotografie worden gebruikt. Kleine onvolkomenheden van de huid worden door een ringflitser gemaskeerd. Foto's die op deze manier zijn gemaakt zijn vaak te herkennen aan een zacht aura rondom het hoofd.

## Constructie
Ringflitsers kunnen op diverse manieren zijn uitgevoerd. De meest voorkomende vormen zijn:
- Met een ringvormige flitsbuis: dit type geeft een over de omtrek egaal verdeeld licht af, met uitzondering van het aansluitpunt.
- Met twee korte flitsbuizen links en rechts, en verdelers om het licht te spreiden: bij dit type kan de balans tussen linker- en rechterkant soms worden ingesteld, waardoor er schaduweffecten mee kunnen worden gemaakt. De lichtverdeling is minder uniform dan bij de ringvormige flitsbuis.
- Met een passieve lichtgeleidende ring die mechanisch aan de ingebouwde flitser van de camera wordt gekoppeld: dit type is het goedkoopst.
- Met witte LEDs: eigenlijk is dit geen flitser, maar een continu schijnende lichtbron. De gelijkmatigheid van de lichtverdeling is van verschillende factoren afhankelijk, waaronder het aantal LEDs op de ring.